# France (nave da battaglia)
La France fu una nave da battaglia tipo dreadnought della Marine nationale francese, entrata in servizio nel luglio 1914 come terza unità della classe Courbet.
Attiva durante la prima guerra mondiale anche se non prese parte ad azioni belliche particolarmente significative, la nave operò più estesamente durante l'intervento alleato nella rivoluzione russa durante il quale fu al centro del cosiddetto "ammutinamento del Mar Nero" dell'aprile 1919; la nave finì affondata il 26 agosto 1922 dopo aver urtato uno scoglio non segnato sulle mappe nella baia di Quiberon.

## Storia
La nave fu ordinata il 1º agosto 1911 insieme alla futura gemella Paris nell'ambito del programma navale francese per l'anno 1911; impostata il 30 novembre 1911 nei cantieri della Ateliers et Chantiers de la Loire di Saint-Nazaire, la nave fu varata il 7 novembre 1912 con il nome di France ("Francia"). Entrata il servizio il 15 luglio 1914 come parte delle celebrazioni del Giorno della Bastiglia di quell'anno, pochi giorni dopo la France, scortata dalla gemella Jean Bart, trasportò il presidente francese Raymond Poincaré a San Pietroburgo per una visita di stato in Russia, rientrando in patria giusto pochi giorni prima dello scoppio delle ostilità con la Germania nell'agosto 1914.
La France, insieme alle sue gemelle della classe Courbet, fu destinata alle operazioni nel mar Mediterraneo contro l'Austria-Ungheria: l'unità trascorse gran parte degli ultimi giorni del 1914 a fornire fuoco d'artiglieria in appoggio alle truppe del Regno del Montenegro impegnate contro gli austro-ungarici, ma fu ritirata da questo servizio dopo che il 21 dicembre la Jean Bart ebbe riportato gravi danni dopo essere stata silurata dal sommergibile U-12 al largo dell'isola di Saseno. La France e le navi da battaglia francesi trascorsero il resto della guerra praticamente ferme all'àncora nelle basi di Malta e Biserta, con un trasferimento nel 1916 nei porti di Corfù e Argostoli da poco occupati dai francesi all'ancora neutrale Grecia; gran parte della ciurma della corazzata fu sbarcata e inviata a equipaggiare le nuove unità anti-sommergibili di cui vi era maggiore necessità.
Dopo la conclusione delle ostilità, la France e la Jean Bart furono inviate nel Mar Nero ai primi del 1919 per sostenere le operazioni delle forze alleate impegnate contro il nuovo regime bolscevico sorto in Russia a seguito dei fatti della rivoluzione d'ottobre; di base a Sebastopoli, nell'aprile 1919 la France fu l'epicentro del cosiddetto ammutinamento del Mar Nero, una vasta sollevazione degli equipaggi delle navi francesi dislocate nel bacino per protesta contro le pessime condizioni di vita a bordo delle unità e contro un intervento bellico di cui gli uomini non capivano la necessità: l'ammutinamento rientrò dopo negoziati con il viceammiraglio Jean-François-Charles Amet che promise un pronto rientro in patria delle navi, cosa effettivamente avvenuta pochi giorni più tardi. Ventisei membri dell'equipaggio della France furono condannati da una corte marziale per i fatti dell'ammutinamento, ma tutti loro furono amnistiati nel 1922 come parte di un accordo politico tra il primo ministro Poincaré e i partiti della sinistra francese.
Il 26 agosto 1922, mentre era in navigazione nella baia di Quiberon, la France urtò uno scoglio semisommerso non segnato sulle mappe e affondò nel giro di quattro ore; tra il suo equipaggio di circa 900 uomini si contarono tuttavia solo tre morti.